# Goliadkine
Goliadkine ou Jakob Petrovitch Goliadkine (en russe : Яков Петрович Голядкин) est le héros principal du roman Le Double (1846) de l'écrivain russe Fiodor Dostoïevski.

## Création
Différents pressentiments et fantasmes de Dostoïevski lui-même, ainsi que sa tendance à la déconnexion de la réalité, lui ont permis de créer la personnalité de Goliadkine. Son médecin personnel, Stepan Ianovski, se souvient que Dostoïevski était tourmenté à cette époque, en 1846, par une méfiance terrible vis-à-vis du monde extérieur. Ses amis le décrivaient comme un homme malade, ce qu'il comprenait lui-même tout en étant capable d'utiliser cette situation à ses propres fins. Dostoïevski écrit lui-même à son frère Mikhaïl: «Je suis maintenant un vrai Goliadkine. J'ai tiré profit de mon spleen pour le créer. Deux esprits sont nés en moi ainsi qu'un nouveau vécu».
Se sentant lui-même un Goliadkine, l'écrivain pouvait savoir par l'intérieur quelle était la personnalité de son héros et la faire agir lui-même comme il le souhaitait. Avdotia Panaïeva et Stepan Ianovski ont également remarqué chez Dostoïevski l'apparition de manies de la persécution, de sentiments de culpabilité sans raison, de misanthropie et de pressentiments de catastrophes. Ce sont, en fait, tous ces symptômes que l'écrivain a pu utiliser pour créer l'image de Goliadkine, ce que le critique Nikolaï Strakhov décrit comme suit: « Avec beaucoup de lucidité Dostoïevski découvre en lui une sorte particulière de dédoublement, consistant en ce qu'une personne s'abandonne tout à fait à ses pensées et ses sentiments, mais conserve dans son âme un point stable et ferme d'où il peut s'observer lui-même. Il en parlait parfois comme d'une manière de réflexion».
Stepan Ianovski avait remarqué l'intérêt porté par Dostoïevski pour la littérature médicale spécialisée « sur les maladies du cerveau et du système nerveux, sur le développement du crâne suivant les recherches de Franz Joseph Gall sur la phrénologie, ce qui a permis à l'auteur de travailler sur la description des troubles mentaux de son héros.

## Origine du nom de famille
Les critiques soulignent que d'après l'ouvrage de Vladimir Dahl Dictionnaire raisonné du russe vivant, le mot Goliadka signifie pauvre, épouvantail,. Lev Ouspenski critique l'étymologie de Dahl, mais convient que le mot exprime l' insignifiance, la pauvreté, la faiblesse infinie. La racine GOL (ГОЛ) forme l'adjectif nu, le substantif nudité (en russe : голый).
C'est l'étymologie de ce nom de Goliadkine qui correspond probablement le mieux au prototype du personnage de Iakov Boutkov, qui vivait dans une extrême pauvreté et mourut dans un chambre d'hôpital pour mendiants.

## Image
Jakob Petrovitch Goliadkine est un petit fonctionnaire solitaire, qui a peur de son entourage et ressent le mépris de ses collègues . Comme il a un caractère très doux, il est en même temps très susceptible et voit des intrigues contre lui partout, bien qu'il n'ait ni un haut rang, ni des capacités particulières. En même temps, il a soif de reconnaissance, ce qui le pousse à aller à la rencontre des autres. Selon Vissarion Belinski, Goliadkine est dérangé par l'ambition, ce qui est assez typique de la part des personnes de couches sociales inférieures et moyennes de la société . Ne pouvant supporter sa situation, il va dîner avec des amis pour montrer aux autres, dans son entourage, qu'il est semblable à eux. Mais il trouve qu'on le regarde bizarrement et qu'on le tient à l'écart, si bien que son souhait d'être reconnu se termine dans la confusion.
Après ces moments d'embarras en société, Goliadkine ne peut plus supporter la solitude et le désespoir qui l'accompagne. C'est alors qu'apparaît un nouveau Goliadkine (Le Double), apparemment conforme à l'ancien, mais de caractère complètement opposé au premier fonctionnaire. Il a des contacts beaucoup plus faciles avec les autres si bien que ce Goliadkine-cadet est rapidement reconnu dans la société. En même temps, ce nouveau Goliadkine-cadet s'isole encore plus de l'environnement social de Goliadkine l'aîné, si bien qu'il entre dans la catégorie de ses ennemis.
Le nouveau Goliadkine est une image idéalisée de l'ancien. Toute tentative de le combattre est vouée à l'échec. Si bien que l'entourage prête attention aux comportements bizarres de Goliadkine l'aîné et à ses propos étranges et décide de l'envoyer dans un asile psychiatrique.

## Motivations psychologiques
Dans l'histoire du personnage principal du Double, Dostoïevski poursuit son développement de deux thèmes sociaux et psychologiques déjà évoqués dans Les Pauvres Gens: le fait de faire descendre jusqu'à l'état de clochard un homme du milieu des fonctionnaires anoblis et en même temps l'ambition de ce clochard qui est bien conscient de ses droits élémentaires à faire valoir.
Pour Dostoïevski la reconnaissance d'une personne par la société est importante. Parmi les héros de ses romans on peut en découvrir de nombreux qui sont solitaires qui disposent d'aisance et de situations sociales différentes et dont le côté tragique de leur vie n'est pas reconnu. Ce qui explique qu'il leur arrive les évènements les plus incroyables. Les actes de ces personnages sont motivés uniquement par le désir de ne pas rester seul, de se réaliser de montrer à leur entourage ce qui est bon en eux.
Le chercheur Kennoske Nakamoura, spécialisé dans l'œuvre de Dostoïevski, observe que la perfection de la représentation du drame psychologique du Double, de son désespoir réside dans la description exacte précise et détaillée de ce que dit et de ce que fait Goliadkine . Alors qu'il est au bord du suicide lui apparaît son Double, un ennemi imaginaire, qui reconnaît son existence et qui devrait lui permettre de résoudre son problème. C'est de cette manière que l'écrivain montre que les ennemis de l'homme ce sont ses rêves et ses aspirations non réalisées.

## Prototype
Le prototype principal de Goliadkine est vraisemblablement l'écrivain Iakov Boutkov,. Boutkov est d'un côté un homme éternellement meurtri et intimidé sur lequel pèse toujours la crainte d'être livré à l'armée, mais, d'un autre côté, révolté intérieurement, étonnamment proche du héros du Double. On peut être également remarquer que le du prénom du personnage Iakov (Jakob) et de celui de l'écrivain Iakov Boutkov. C'était une habitude chez Dostoïevski de donner le nom du prototype à son héros. Des mémoires de l'écrivain Alexandre Milioukov (ru) et du médecin de Dostoïevski Stepan Ianovski, on apprend que Dostoïevski s'intéressait à l'œuvre de Iakov Boutkov, qu'il lui donnait des conseils, et que Boutkov qui était assez secret accordait en échange sa confiance à Fiodor Dostoïevski . Les deux écrivains appartenaient à l'école de Nicolas Gogol ce qui explique la proximité des thèmes avec ses petits fonctionnaires, ses petites gens, ainsi que du style,. Cela explique encore que Goliadkine ressemble à beaucoup de héros de l'œuvre de Boutkov.
Un autre prototype de Goliadkine pourrait être le père de l'écrivain Mikhaïl Andreïevitch Dostoïevski. Il était toujours inquiet à propos de son insécurité matérielle. L'appartement de Olsoufiï Ivanovitch Berendieïev dans lequel Goliadkine est accueilli par un domestique ressemble à la maison moscovite des Dostoïevski-Koumanine de la famille de Fiodor Mikhaïlovitch
 ,. À en juger par les écrits et les lettres de l'écrivain, Dostoïevski était peu intéressé par sa généalogie. Son père ne lui parlait jamais de sa famille quand on l'interrogeait. Dans les mémoires du frère cadet de Fiodor, l'architecte Andreï Dostoïevski on constate que la famille de Fiodor ne connaissait même plus les patronymes du grand-père ni le nom de jeune fille de la grand-mère. La critique Lioudmila Saraskina remarque par ailleurs que Goliadkine manifeste la même indifférence à l'égard de son nom de famille. « A la place de son patronyme, le nom de son père il était simplement renseigné au bureau qu'il était chef de département ».
Le personnage de Makar Dévouchkine dans le précédent roman de Dostoïevski Les Pauvres Gens peut être rapproché de celui de Goliadkine. Les deux personnages sont de petits fonctionnaires impuissants, qui ont peur de communiquer avec leur entourage et qui ont l'impression que les autres les méprisent .